# Zenvo TSR-S

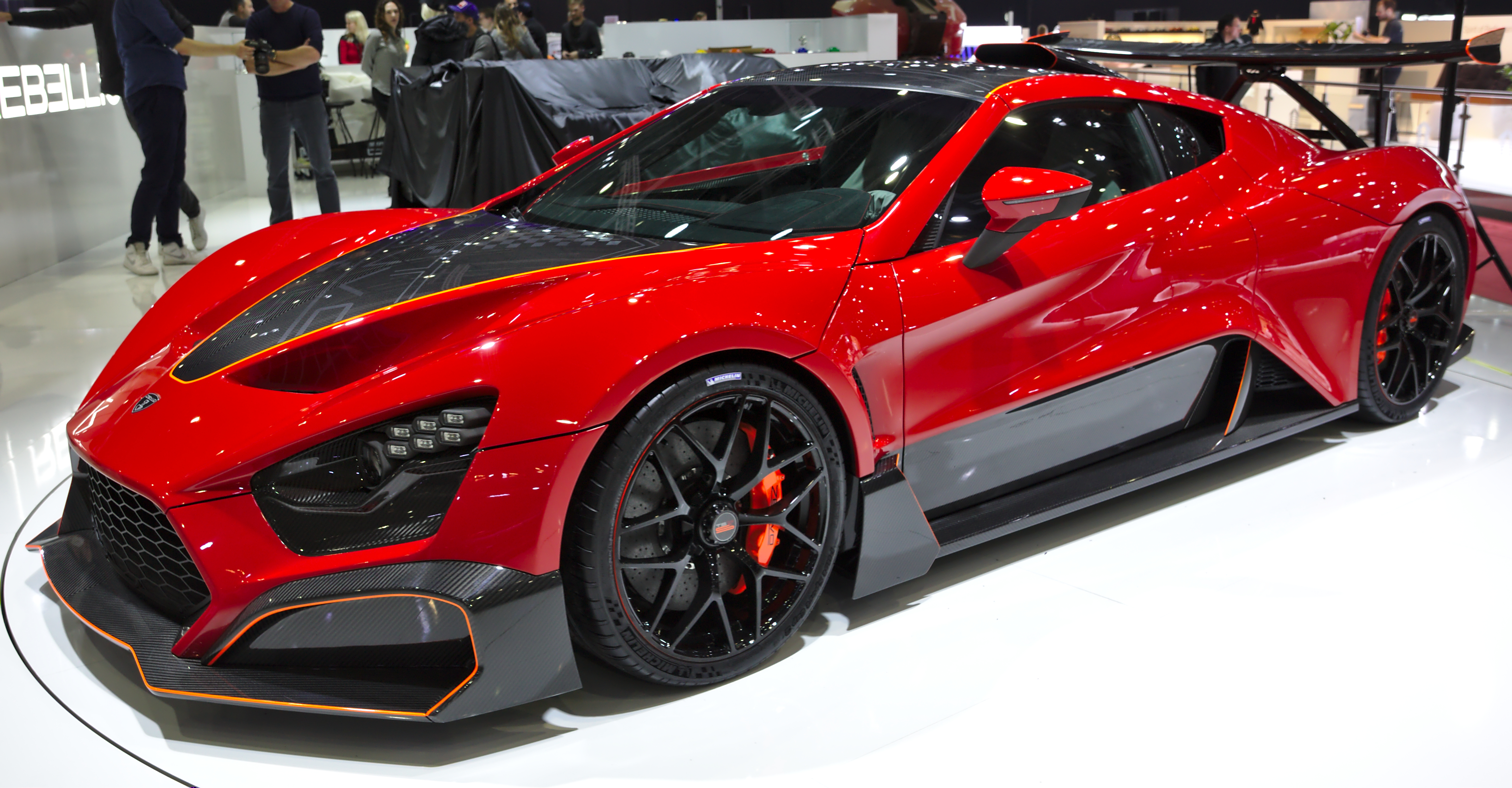
Voorkant

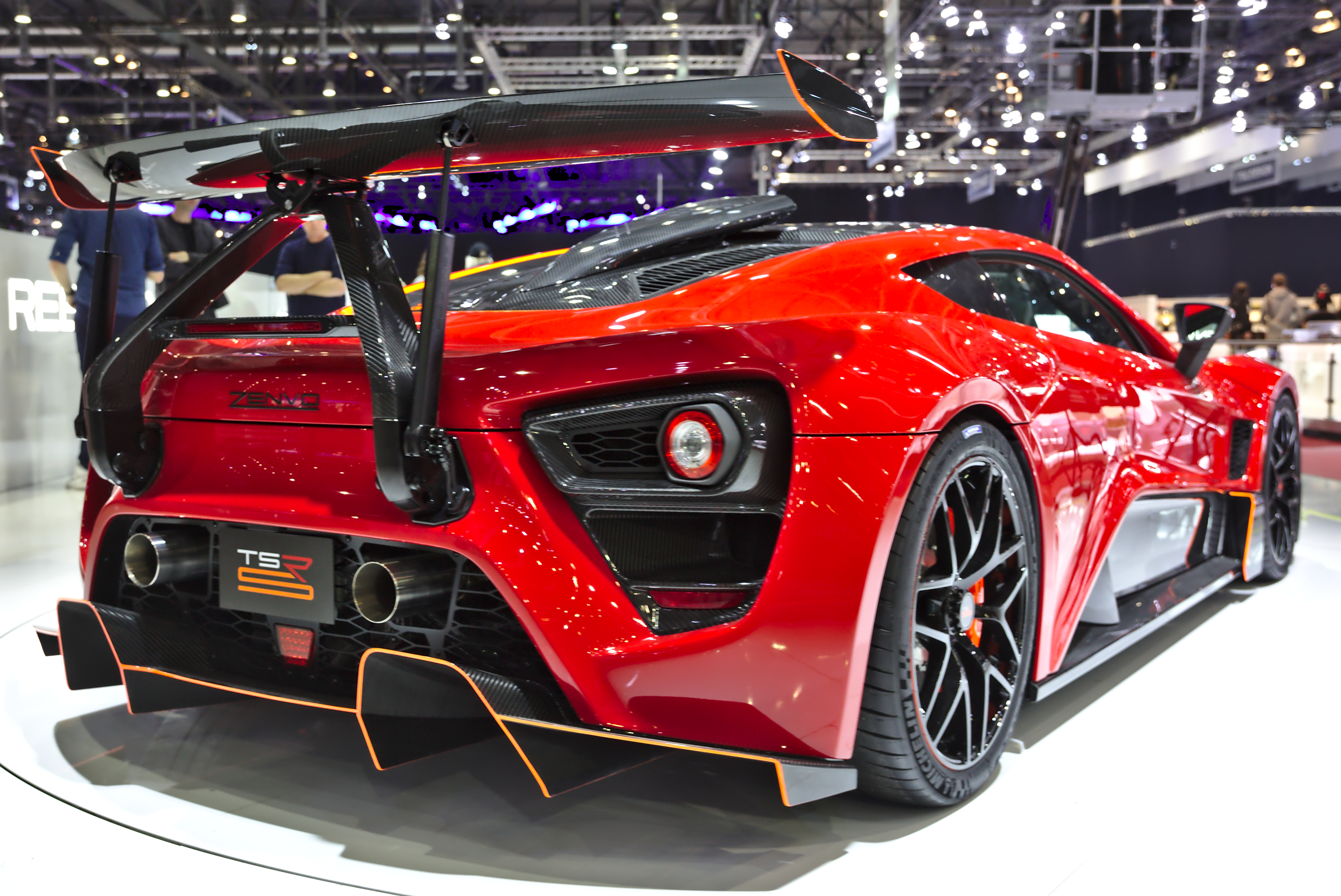
Achterkant met centripetale spoiler

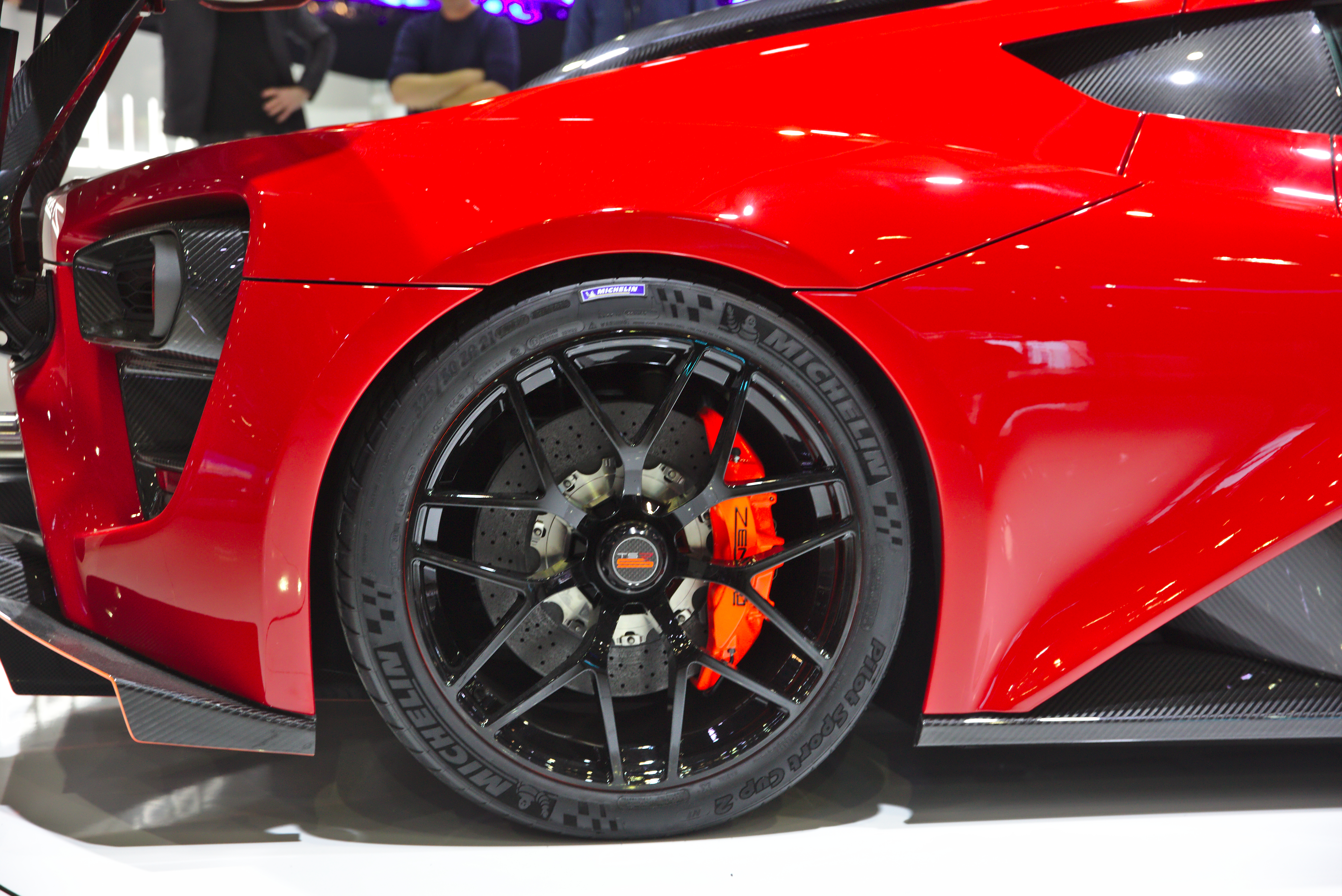
Velg

De Zenvo TSR-S is een sportwagen van de Deense autofabrikant Zenvo.
De TSR-S werd voor het eerst tentoongesteld in 2018 op de Autosalon van Genève. De TSR-S is de straatlegale variant van de TSR. De Zenvo TSR-S wordt in een speciale oplage van maximaal 5 auto's per jaar gemaakt.

## Aerodynamica
De TSR-S is bekend om zijn vreemde aerodynamica. Om de aerodynamica zo optimaal mogelijk te maken heeft Zenvo gebruik gemaakt van hun centripetale spoiler, welke speciaal is ontworpen door Zenvo. De spoiler beweegt en gaat precies in de goede stand staan voor de beste aerodynamica.